# Ubuntu (fonty)
Ubuntu to krój pisma w formacie OpenType i TrueType, zaprojektowany jako font bezszeryfowy przez londyński oddział firmy Dalton Maag, finansowany przez Canonical. Do września 2010 fonty Ubuntu dostępne były tylko dla uczestników betatestów. Od Ubuntu 10.10 stały się domyślnym krojem systemowym.
Fonty Ubuntu udostępnione są na podstawie Ubuntu Font Licence.
W Ubuntu 12.04 dodana została czcionka terminalowa.
Fonty Ubuntu są domyślnym krojem wykorzystywanym w systemie Ubuntu oraz w dotyczących go materiałach reklamowych.